# Berthella grovesi
Berthella grovesi is een slakkensoort uit de familie van de Pleurobranchidae. De wetenschappelijke naam van de soort is voor het eerst geldig gepubliceerd in 2008 door Hermosillo & Valdés.